# Ansel Adams
Ansel Easton Adams (n. 20 februarie 1902, California, SUA – d. 22 aprilie 1984, Carmel-by-the-Sea, California, SUA) a fost un fotograf american, autor si profesor al fotografiei artistice.
Easton a fost unul dintre cei mai apreciați fotografi ai tuturor timpurilor. Fotografiile sale alb-negru cu peisajele Americii sunt cunoscute în toată lumea. El a dezvoltat și elaborat un sistem complex numit Zone System pentru controlul vizualizării și al expunerii cu scopul de a ajuta fotograful să previzualizeze și să obțină o fotografie care să redea exact starea și atmosfera dorită. Împreună cu alți fotografi, printre care Edward Weston și Imogen Cunningham, a fondat Grupul f/64 în anul 1932.

## Biografie
Ansel Adams s-a născut în Fillmore, San Francisco, California, singurul copil al lui Charles Hitchcock Adams. un om de afaceri, și Olivia Bray. A crescut într-o casă situată printre dunele de nisip de lângă Golden Gate.  Familia mamei sale a venit din Baltimore, unde bunicul său matern a avut o afacere de transport maritim de succes, dar și-a pierdut averea investind în afaceri miniere și imobiliare eșuate din Nevada. Familia Adams a venit din Noua Anglie, migrând din Irlanda de Nord la începutul secolului al XVIII-lea. Bunicul său patern a început o afacere forestieră înfloritoare,  condusă ulterior de tatăl său. Mai târziu, Adams a condamnat industria în care bunicul său a lucrat pentru tăierea multora dintre marile păduri de sequoia.
Când Ansel avea doar patru ani, în 1906, a fost martorul unui cutremur în urma căruia a suferit un accident în care și-a spart nasul, moment care îi va marca viața. Acest eveniment, împreună cu timiditatea nativă și o doză de geniu fac ca Ansel să se integreze cu greu la școală. Mai târziu în viață va afla că este posibil să fi suferind de hiperactivitate și dislexie. A studiat la mai multe școli, dar nu a avut prea mari succese, fapt pentru care tatăl și mătușa sa îi predau acasă. Aceste „studii” au fost echivalente cu absolvirea clasei a opta.
Cel mai important efect al copilăriei singuratice este apropierea de natură. Bucuria pe care natura i-o oferea este cauza plimbărilor interminabile prin împrejurimile sălbatice de pe lângă Golden Gate. Când Ansel a avut vârsta de doisprezece ani a început să învețe singur să cânte la pian, aceasta fiindu-i principala preocupare pentru următorii doisprezece ani și chiar o posibilă profesie. Chiar dacă a renunțat la muzică pentru fotografie, pianul i-a oferit disciplină, structură și substanță vieții frustrante și singuratice pe care a dus-o.

### Clubul Siera
La vârsta de 17 ani, Adams s-a alăturat Clubului Sierra, grup dedicat protejării locurilor sălbatice ale pământului;  a fost angajat ca îngrijitor de vară al instalației de vizitare a Sierra Club din parcul Yosemite  LeConte Memorial Lodge, din 1920 până în 1923. 
Clubul Sierra a fost vital pentru succesul timpuriu al lui Ansel ca și fotograf. Acesta și-a publicat fotografiile și scrierile pentru prima dată în Buletinul clubului, în anul 1922. Prima sa expoziție a avut loc în anul 1928 la sediul central al clubului, în San Francisco. În fiecare vară clubul organiza expediții în parcul Yosemite care atrăgeau până la două sute de participanți. Ca fotograf al acestor minunății ale naturii, pe la sfârșitul anilor 20 Ansel Adams a început să realizeze că poate câștiga mai mult din fotografie decât din concertele de pian. A rămas membru de-a lungul vieții și a lucrat în calitate de director la fel ca soția sa. A fost ales pentru prima dată în forul directorilor clubului Clubului Sierra în 1934 și a activat pînă  în 1939, fiind recunoscut ca artist din Sierra Nevada și apărător al parcului Yosemite. Adams a participat la evenimentul anual al clubului en:High Trips, iar mai târziu a devenit asistent manager și fotograf oficial în călătorii.
În anii '20, majoritatea prietenilor săi aveau asociații muzicale, în special violonistul și fotograful amator Cedric Wright, care a devenit cel mai bun prieten al său, precum și mentorul său filosofic și cultural. Filozofia lor comună a fost preluată din lucrarea lui Edward Carpenter Towards Democracy , operă literară care promovează căutarea frumuseții în viață și artă. Câțiva ani, Adams a purtat ediția de buzunar cu el în timp ce se afla în Yosemite, iar aceasta a devenit și filozofia sa personală. El a declarat mai târziu: „Cred în frumusețe. Cred în pietre și apă, aer și pământ, oameni, viitorul și destinul lor .”

## Carieră
Parcul Național Yosemite, Sierra Nevada, a jucat un rol important în viața marelui fotograf; viața i-a fost „colorată și modulată de marele gest al pământului”, spune Ansel Adams. El și-a petrecut mult timp acolo, în fiecare an începând din anul 1916 și până la moartea sa. Încă de la prima sa vizită în parcul național, Ansel a fost profund mișcat. Parcul Yosemite este locul unde Ansel a folosit pentru prima dată aparatul foto primit de la părinți, un Kodak No. 1 Box Brownie. El a explorat, a făcut expediții și a cățărat, astfel încât și-a câștigat respectul și încrederea în sine. În anul 1919 s-a alăturat grupului Sierra Club, unde s-a împrietenit cu liderii, care erau fondatorii mișcării de conservare a miracolelor și resurselor naturii. Tot acolo a cunoscut-o pe Virginia Best, cu care s-a căsătorit în anul 1928. Cuplul a avut doi copii: Michael (născut în august 1933) și Anne (născută în 1935).
Anul 1927 este crucial pentru artist deoarece a realizat prima sa fotografie „vizualizată”, „Monolith”. Acesta a folosit un filtru roșu închis pentru a scoate în evidență contrastele. El a vizualizat imaginea înainte de a o fotografia. Important este și faptul că l-a cunoscut pe Albert M. Bender, viitorul său agent, care a doua zi după ce s-au cunoscut a pus în mișcare pregătirile pentru publicare primului portofoliu al artistului. Prietenia cu Bender și suportul financiar oferit i-au oferit lui Ansel încredere în sine, iar abilitățile sale de fotograf au înflorit.
În anul 1930 Ansel împreună cu scriitoarea Marz Austin publică cel de-al doilea portofoliu, de data aceasta și cu text, intitulat „Taos Pueblo”. În același an îl cunoaște pe fotograful Paul Strand care îi va influența stilul de fotografiere. Renunță la pictorialism (imitarea cât mai exactă a tablourilor) în favoarea fotografiei pure, a cărei claritate nu dădea semne că ar fi fost editată în vreun fel.
În anul 1932, împreună cu alți fotografi, printre care și Edward Weston, fondează Grupul f/64 care realizează doar fotografii pure (f/64 fiind cea mai mică valoare a diafragmei setare care oferă un câmp mare de profunzime). Muzeul DeYoung din San Francisco oferă grupului o expoziție, iar lui Ansel o expoziție personală. Până în anul 1940 Ansel își trăiește viața în New York, unde îl cunoaște pe fotograful Alfred Stieglitz, care joacă un rol important în viața sa artistică. În 1933 Ansel are parte de prima sa expoziție personală în New York, oferită de Galeria Dephic. Prima serie de articole tehnice i-au fost publicate de „Camera Craft” în 1934, iar în anul următor a apărut prima sa carte, „Making a Photograph”. Fiind foarte bun în tehnica fotografică ajunge consultantul principal pentru Polaroid și Hasselblad.
Capacitatea artistului de a lucra era incredibilă. Adesea lucra optsprezece ore pe zi zile și săptămâni la rând. În viața lui Ansel nu existau vacanțe sau duminici. Adesea după o perioadă intensă de lucru, se întorcea în San Francisco sau în Yosemite, contacta gripa și petrecea câteva zile în pat. Existența i-a fost marcată și de alcool, pentru care avea o slăbiciune.
În 1940 a ajutat la fondarea departamentului de fotografie în cadrul Muzeului de Artă Modernă din New York, primul departament la această categorie în vreun muzeu. Înainte de atacul de la Pearl Harbour în 1941, Ansel a fotografiat o scenă cu luna care se ridică deasupra unui sat modest, cu munți acoperiți de zăpadă în spate și cu un cer negru dominant. Aceasta este una dintre cele mai cunoscute fotografii ale artistului intitulată „Moonrise”. În 1946 a ajutat la formarea departamentului academic de fotografie în cadrul Școlii de Artă California din San Francisco, predând deopotrivă fotografia la Școala Centrală din Los Angeles.

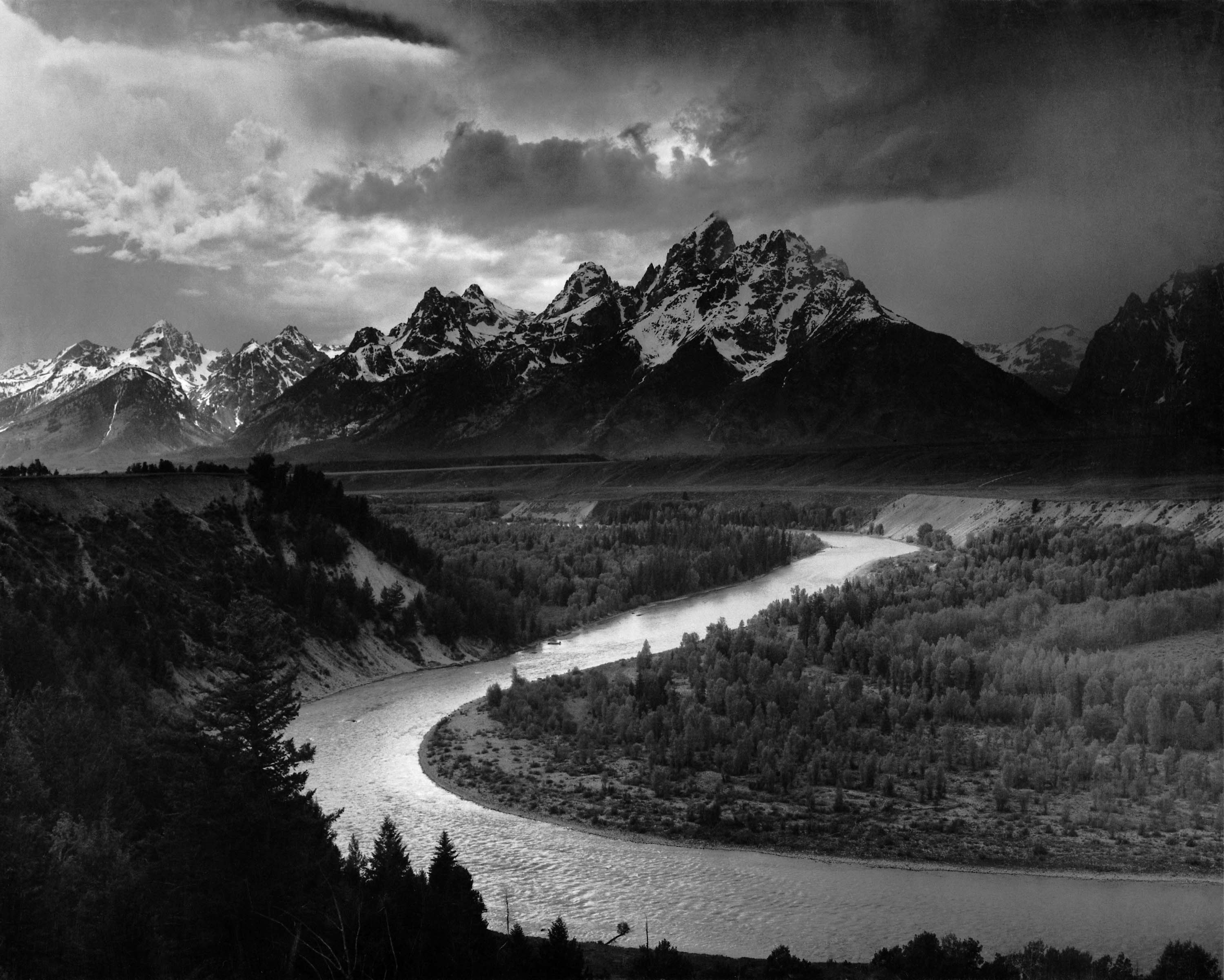
The Tetons, Snake River
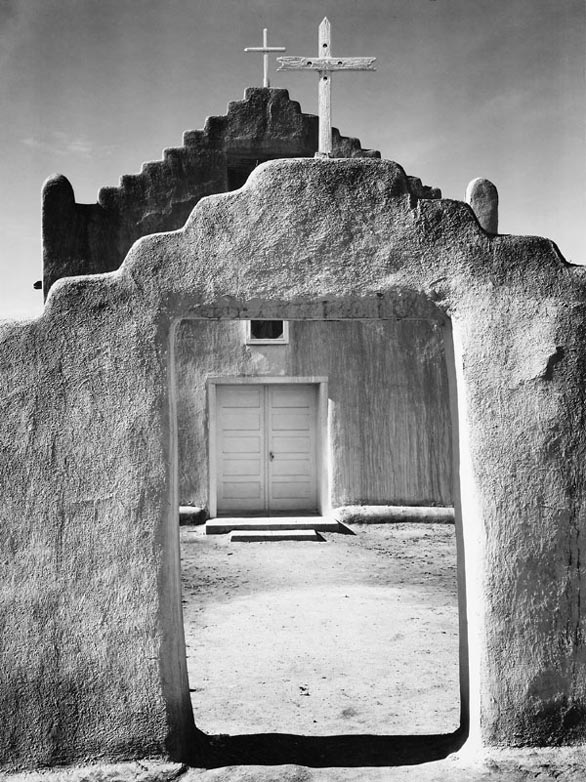
Church,Taos Pueblo

În 1952 Ansel a fost unul dintre fondatorii revistei „Aperture” care a apărut ca un jurnal serios de fotografie cu cele mai noi inovații. În iunie 1955 artistul începe să susțină workshop-urile anuale, învățând sute de studenți, până în anul 1981. În 1974 Ansel a avut o expoziție retrospectivă la Muzeul de Artă Metropolitan. În perioada anilor șaptezeci Ansel a făcut reprinturi pentru a satisface cererea mare a muzeelor de artă, care, în final, creaseră departamente de fotografie și doriseră lucrările sale.

## Deces
Pe 22 aprilie 1984 artistul Ansel Adams a murit la vârsta de 82 de ani, în urma unui atac de cord agravat de cancer.

### După deces
Drepturile de publicare sunt deținute de Trustul Drepturile de Publicare Ansel Adams.
În 1985, Sălbăticia Minarets din Pădurea Națională Inyo a fost redenumită în onoarea artistului Sălbăticia Ansel Adams, iar un vârf de 3.580 m din Sierra Nevada a fost numit în numele său: Muntele Ansel Adams.
Vasta arhivă de negative, printuri celebre și scrieri ale artistului se află astăzi în Centrul Fotografiei Creative John P. Schaefer al Universității Arizona, din Tucson. O parte din lucrările realizate în cadrul Clubului Sierra se află la Biblioteca Bancroft a Universității California, din Berkeley.
Cartea „Ansel Adams; An Autobiography” (1985) era neterminată când a murit, în consecință a fost terminată de Marz Street Alinder, editorul său. O selecție de corespondențe, „Letters and Images” (1988) o mică parte din cele 100.000 de scrisori și vederi pe care Ansel le-a scris în toată perioada vieții sale. A scris și a contribuit cu fotografii la articole din 1922 până în 1984. A publicat opt portofolii cu fotografii originale (1927, 1948, 1950, 1960, 1963, 1970, 1974, 1976). Aproape douăzeci și patru de cărți poartă numele său ca autor și/sau artist.

## Premii
- Doctor în Arte, Universitatea Harvard
- Doctor în Arte, Universitatea Yale
- Premiul pentru Conservare - 1968
- Medalia Prezidențială a Libertății - 1980
- Muntele Ansel Adams - 1985
- Sălbăticia Ansel Adams - 1985
- Premiul Ansel Adams, Clubul Sierra
- Premiul Ansel Adams pentru Conservare, Societatea Sălbăticiei
- În 05.10. 2007, Guvernatorul Arnold Schwarzenegger, împreună cu prima doamnă Maria Shriver l-au introdus pe Ansel Adams în California Hall of Fame situată la Muzeul Istoric California, Femei și Arte.

## Lucrări

### Fotografii celebre
- Monolith, The Face of Half Dome, 1927
- Rose and Driftwood, 1932
- Yosemite Valley, Clearing Winter Storm, 1937 sau poate 1935
- Moonrise, Hernandez, New Mexico, 1941
- Ice on Ellery Lake, Sierra Nevada, 1941
- Winter morning, Sierra Nevada from Lone Pine, 1944
- Georgia O'Keeffe and Orville Cox at Canyon de Chelly
- Aspens, New Mexico, 1958

### Cărți de fotografie (listă parțială)
- Sierra Nevada the John Muir Trail, 1938
- Born Free and Equal, 1944
- Yosemite and the Sierra Nevada, text din scrierile lui John Muir, 1948
- The Land of Little Rain, text de Mary Austin, 1950
- This is the American Earth, cu Nancy Newhall, 1960
- These We Inherit: The Parklands of America, cu Nancy Newhall, 1962
- The Eloquent Light (biografie nefinalizată a lui Ansel Adams de Nancy Newhall), 1963
- Polaroid Land Photography, 1978
- Ansel Adams: Classic Images, 1986
- Our Current National Parks, 1992
- Ansel Adams: In Color, 1993
- Photographs of the Southwest, 1994
- The National Park Photographs, 1995
- Yosemite, 1995
- California, 1997
- America's Wilderness, 1997
- Born Free and Equal, 2002
- Ansel Adams: The Spirit of Wild Places, 2005
- Ansel Adams: 400 Photographs, 2007
- Șapte Porofolii cu Fotografii Originale (1948, 1950, 1960, 1963, 1970, 1974, 1976)
- Ansel Adams: The National Park Service Photographs

### Cărți tehnice
- Making a Photograph, 1935.
- Camera and Lens: The Creative Approach, 1948
- The Negative: Exposure and Development, 1948
- The Print: Contact Printing and Enlarging, 1950
- Natural Light Photography, 1952
- Artificial Light Photography, 1956
- The Camera, 1995
- The Negative, 1995
- The Print, 1995
- Examples: The Making of 40 Photographs, 1983